# Freedom ride
Les Freedom Rides en français : « voyages de la liberté » sont les actions de militants du mouvement américain des droits civiques qui utilisaient des bus inter-États afin de tester l'arrêt de la Cour suprême Boynton v. Virginia qui rendait illégale la ségrégation dans les transports en commun. Le premier Freedom Ride partit de Washington le 4 mai 1961, et devait arriver à La Nouvelle-Orléans le 17. Les militants furent arrêtés dans les États du Sud sous prétexte de violer les lois locales et les lois Jim Crow.
Techniquement, les freedom riders ne pratiquaient pas la désobéissance civile puisqu'ils avaient le droit de ne pas obéir aux lois ségrégationnistes du Sud des États-Unis. Mais leurs droits n'étaient pas appliqués par l'État fédéral et étaient considérés comme criminels dans les États du Sud. Les freedom rides utilisaient la résistance non violente contre les émeutes organisées par les racistes et les arrestations massives des autorités. Les militants étaient noirs comme blancs en proportions égales, et un quart d'entre eux étaient des femmes.

## Violences contre lesFreedom rides

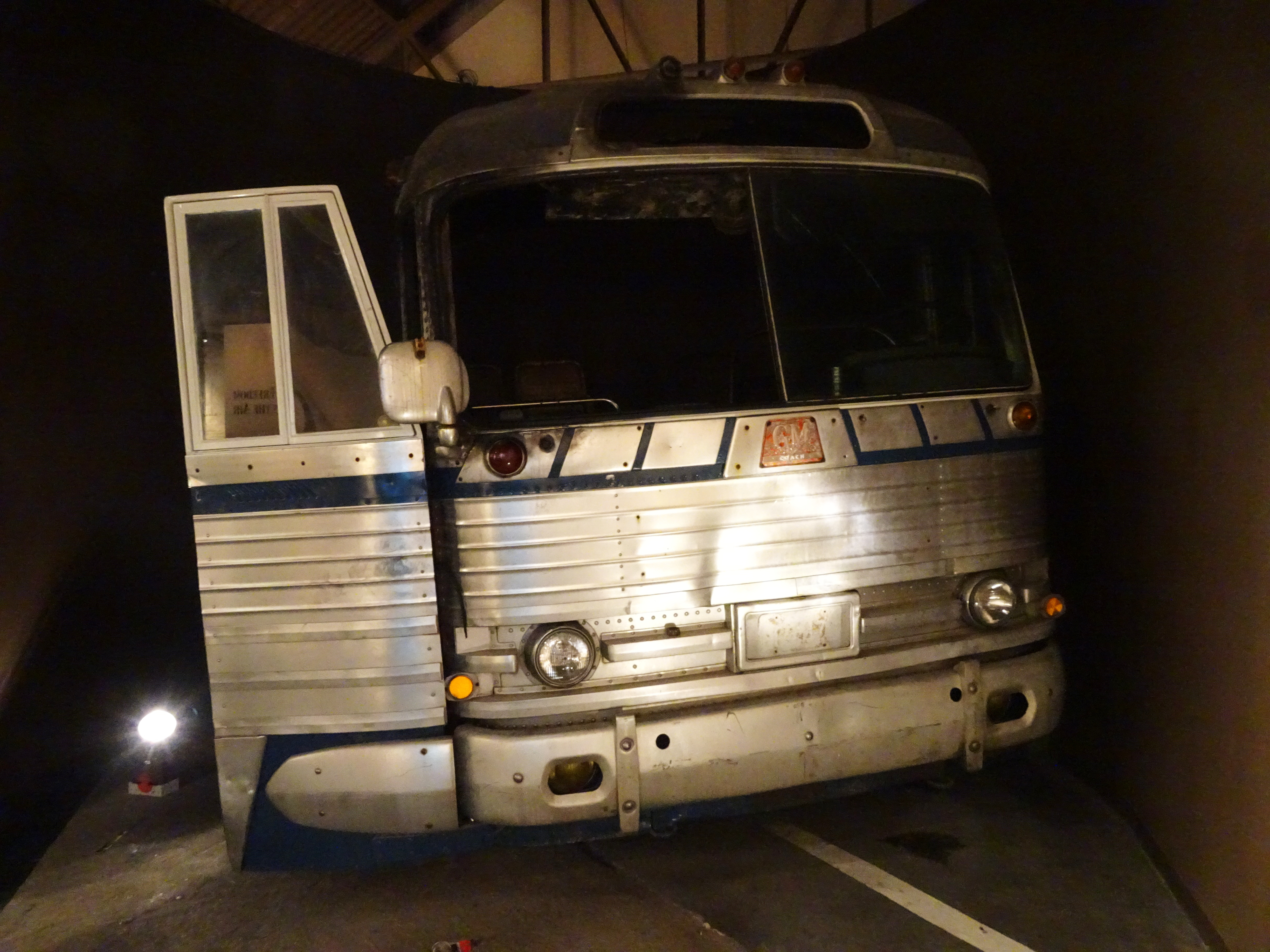
L'un des bus Greyhound utilisés lors des Freedom Rides (voyages de la liberté) de 1961 et attaqués par des manifestants blancs en Alabama. Il est exposé à l'Institut des droits civiques de Birmingham.

Les pires violences eurent lieu quand les bus atteignirent l'Alabama. À Anniston, une foule attaqua un des bus et creva ses pneus. Quand celui-ci dut s'arrêter, il fut attaqué à la bombe incendiaire par la foule qui avait suivi en voiture. Alors que le bus brûlait, la foule bloqua les portes, espérant faire brûler vifs les freedom riders. Un agent du FBI en couverture brandit son arme et réussit à ouvrir les portes. Les militants furent violemment battus alors qu'ils s'enfuyaient du bus.
Quand un des bus atteignit Birmingham, les militants du freedom ride furent battus sans pitié par des membres du Ku Klux Klan sous protection policière.
Un autre bus du freedom ride arriva peu après et ses passagers et un informateur du FBI furent battus par une foule armée de battes de baseball, de tuyaux en fer et de chaînes de bicyclette. Ils furent arrêtés par la police seulement après avoir été battus par la foule. Les militants blancs du freedom ride furent les plus violemment battus. L'un d'entre eux, Jim Peck, dut recevoir 52 points de suture sur le crâne.
Les freedom riders hospitalisés furent ensuite chassés de l'hôpital à deux heures du matin car le personnel craignait une attaque de la foule. Ils furent secourus par le révérend Fred Shuttlesworth qui organisa plusieurs voitures de Noirs qui forcèrent le barrage de la foule. Ainsi les militants non-violents ont parfois été sauvés d'attaques racistes par des militants afro-américains armés.

## Bilan
Pendant leur voyage, le groupe de 13 militants passa à 450, et s'attira la sympathie de l'opinion publique nationale et internationale. Le freedom ride s'acheva lorsque Robert Francis Kennedy, alors procureur général des États-Unis, envoya une injonction forçant les États ségrégationnistes à appliquer la loi fédérale.

## Filmographie
- Le film Le Majordome (2013) fait référence aux Freedom Rides et plus globalement à la campagne de Birmingham.